# Tino Divković
Tino Divković (Tuzla, 7. veljače 1991.), bosanskohercegovački nogometni vratar. Igrač bh. nogometne reprezentacije do 17, do 19 i do 21 godine.

## Klupska karijera
Igrao za Slobodu iz Tuzle, češki Banik i Bratstvo iz Gračanice. Do zime 2017. odigrao je 12 utakmica u Prvoj ligi BiH i jednu u Kupu BiH.

## Reprezentativna karijera
Nastupao za mlade reprezentacije Bosne i Hercegovine.